# Gljúfursárfoss
Gljúfursárfoss (che in lingua islandese significa: cascata del Gljúfursá), è una cascata situata nel comune di Vopnafjörður, nella regione dell'Austurland, nella parte orientale dell'Islanda.

## Descrizione
Il fiume Gljúfursá (più precisamente Gljúfursá í Vopnafirði) forma la cascata Gljúfursárfoss con un salto di 45 metri; appena 150 metri più avanti della cascata il fiume termina il suo corso sfociando nell'oceano nella baia di Árvík, a est del promontorio di Drangsnes. Gljúfursárfoss è di fatto una delle pochissime cascate che riversa l'acqua quasi direttamente in mare.

## Accesso
La cascata si trova poco a nord della strada 917 Hlíðarvegur, che è il collegamento più breve con Egilsstaðir, anche se il transito non è sempre agevole. 
In passato il fiume Gljúfursá risultava di difficile attraversamento sia a piedi che a cavallo, fino alla costruzione del primo ponte avvenuta intorno al 1900. Nel 1997 è stato costruito un nuovo ponte, situato poco a monte del precedente, e da cui sono ancora visibili i resti del precedente manufatto.